# いもとようこ
いもと ようこ（本名：井本 蓉子、1944年10月20日 - ）は、日本の絵本作家、挿絵画家。兵庫県三木市志染町出身。

## 人物
三木市立志染小学校、三木市立志染中学校卒業。1967年、金沢美術工芸大学油絵科卒業。小学校教員を経て絵本の世界に入る。その後、「風の子絵画教室」を開塾。東京で貼り絵の個展を開く。
ちぎった和紙の貼り絵に着色する技法によって、やわらかで暖かな表情の人物や動物、植物などを描く。創作童話の作家として活躍するほか、日本の昔話や世界の名作などの絵本の挿絵なども手がける。出版された絵本は400冊以上。
1985年度『ねこの絵本』（講談社）、1986年度『そばのはなさいたひ』（佼成出版社）でボローニャ国際児童図書展エルバ賞を2年連続受賞。引き続き、翌年から『いもとようこ うたの絵本』（講談社）で同グラフィック賞を3年連続受賞。1991年、第17回サンリオ美術賞受賞。1992年、第2回けんぶち絵本の里大賞受賞。国際的にも高く評価されている。

## 主な作品

### 絵本
- 『もしもしおかあさん』
- 『てぶくろをかいに』
- 『ずっとそばに』
- 『しゅくだい』
- 『くりのきえんのおともだち』
- 『はじめてのめいさくえほん』
- 『あかちゃんのためのえほん』
- 『ひまわりさん』
- 『おむすびころりん』
- 『プレゼントの木』

### その他
- NHK教育テレビ「いないいないばあっ!」童謡の作画（ことちゃん期まで）